# 貝克鎮區 (堪薩斯州戈夫縣)
貝克鎮區（英語：Baker Township）為美國堪薩斯州戈夫縣轄下的鎮區。2010年美国人口普查中此鎮區人口有1,291人。

## 地理
貝克鎮區涵蓋總面積為324.0平方（125.11平方英里），其中陸地面積為324.0平方（125.11平方英里），水域面積為0平方（0.00平方英里）或0.00%。海拔高度788（2,585英尺）。

## 人口統計
根據2010年美國人口普查，貝克鎮區人口有1,291人，其中男性有629人，女性有662人，人口密度為每平方公里3.99人，住房計573戶。鎮區內的白人有1,262人，非裔美國人有4人，美洲原住民有0人，亞裔美國人有10人，太平洋島裔美國人有1人，其他種族有3人，混血種族則有11人。此外鎮區內有28人為西班牙裔或拉丁裔美國人。此鎮區之年齡中位數為45.4歲，而男性年齡中位數為42.2歲，女性年齡中位數為48.2歲。

## 交通

### 主要公路
- 70號州際公路
- 40號美國國道